# ألكسندر تود
ألكسندر تود (Alexander Robert Todd) هو كيميائي بريطاني ولد في 2 أكتوبر 1907 في غلاسكو وتوفي في 10 جانفي 1997 في كامبردج.
ولد السير ألكسندر تود في غلاسكو باسكتلندا ودرس وتخرج من جامعة غلاسكو. أنجز الدكتوراه في جامعة يوهان ولفغنغ غوث بفرانكفورت. تحصل على شهادة دكتوراة ثانية من جامعة أكسفورد سنة 1933 وأصبح سنة 1936 محاضرا في معهد ليستر للطب الوقائي في لندن ودرس فيه الكيمياء الحيوية. أصبح في السنة التي بعدها برفسور كيمياء حيوية ومدير مختبرات الكيمياء في جامعة مانشستر. في سنة 1944 أصبح بوفسور كيمياء عضوية في جامعة كامبردج. توفي في سنة 1997 في كامبردج عن عمر يناهز التسعين سنة.
تحصل سنة 1957 على  جائزة نوبل في الكيمياء. كما تحصل على دكتوراه من جامعة ييل ودخل كذلك المجتمع الملكي الذي ترأسه بين 1975 و 1980 كما كان كذلك عضوا في الأكاديمية الوطنية للعلوم.

## روابط خارجية
- ألكسندر تود على موقع الموسوعة البريطانية (الإنجليزية)
- ألكسندر تود على موقع مونزينجر (الألمانية)
- ألكسندر تود على موقع إن إن دي بي (الإنجليزية)